# Lencăuți
Lencăuți è un comune della Moldavia situato nel distretto di Ocnița di 1.870 abitanti al censimento del 2004

## Località
Il comune è formato dall'insieme delle seguenti località (popolazione 2004):
- Lencăuți (898 abitanti)
- Verejeni (972 abitanti)